# Station Narvik
Station Narvik  is een spoorwegstation in Narvik in fylke Nordland in Noorwegen. Het station is het eindpunt van Ofotbanen. Het is het noordelijkste "grote" spoorwegstation en is per spoor alleen via Zweden te bereiken.
Er doen maar weinig treinen voor personenvervoer het station aan. De meeste treinen die passeren zijn ellenlange goederentreinen vanuit Kiruna met ijzererts. Zij moeten binnen relatief korte afstand na het station afdalen naar de (bijna altijd) ijsvrije haven van Narvik.

## Verbindingen
| Serie | Treinsoort                           | Route                                                                  | Bijzonderheden                               |
| ----- | ------------------------------------ | ---------------------------------------------------------------------- | -------------------------------------------- |
| 30    | Intercity / Stoptrein (SJ / Norrtåg) | Luleå – Boden – Gällivare – Kiruna – Björkliden – Riksgränsen – Narvik | Stopt op sommige stations alleen op verzoek. |
| 94    | Nachttrein (SJ)                      | Stockholm – Gävle – Sundsvall – Umeå – Kiruna – Riksgränsen – Narvik   |                                              |